# إم 75
صاروخ M75  أو إم 75  أو مقادمة 75 صاروخ فلسطيني محلي الصنع من إنتاج كتائب الشهيد عز الدين القسام الجناح العسكري لحركة المقاومة الإسلامية حماس. هو صاروخ قسامى مطور من اجيال صواريخ القسام.

## الظهور الأول
كشفت عنه الكتائب خلال معركة حجارة السجيل التي استمرت 8 أيام عام 2012. وأطلق أول صاروخ منه اتجاه مدينة تل أبيب وسط فلسطين المحتلة في الـ 15 من نوفمبر 2012، وذلك كرد على جريمة اغتيال نائب القائد العام لكتائب القسام أحمد الجعبري.

## المدى
يعتبر الصاروخ M75 من الصواريخ المتوسطة المدى حيث يصل مداه ما يقرب الـ 75 كيلو متر.

## التسمية
قالت حماس إن سبب تسمية الصاروخ M75 بهذا الاسم نسبة للقائد الحمساوي المفكر إبراهيم المقادمة فحرف M يرمز للحرف الأول من كلمة مقادمة، و75 نسبة لمدى الصاروخ الفعلي.

## المفاجأة
أطلقت حماس عدداً من تلك الصواريخ على (تل أبيب) والقدس المحتلة واعترفت (إسرائيل) بسقوطها، وأدى آخرها إلى مقتل اثنين من الإسرائيليين واصابة عدد آخر عقب اصابته لمبنى مكون من 6 طوابق في ريشون ليتسيون جنوب (تل أبيب).
أقرت الاستخبارات الإسرائيلية بعدم امتلاكها أي معلومة عن الصاروخ الذي كان بمثابة مفاجأة من مفاجآت حماس خلال معركة «حجارة السجيل»، فيما تتكتم حماس على مواصفات الصاروخ.
وأشارت الكتائب إلى أن الاحتلال الصهيوني قال: «حماس أدهشتنا، وهذا الصاروخ هو الصاروخ الذي لا يعرف مسؤولونا الأمنيون عنه شيئا».
وفور سقوط الصاروخ الأول على مدينة (تل أبيب) قطعت القناة الإسرائيلية الثانية برامجها وأذاعت خبر مقتضب مفاده «نأسف لقد قصفت (تل أبيب)»، حيث أجبر الصاروخ صفارات الإنذار في (تل أبيب) والقدس والمستوطنات في الضفة الغربية وهرتسليا على الانطلاق وذلك للمرة الأولى منذ 21 عاماً.

## القوة التفجيرية
يرى الخبراء أن الفرق بين الصاروخ M75 وصاروخ الفجر هو في القوة التدميرية للرأس المتفجرة، حيث تبلغ القوة التفجيرية لرأس صاروخ فجر 5 ما يقرب الـ 90 كيلو غرام، فيما تبلغ القوة التفجيرية لرأس صاروخ M75 ما يقرب الـ 70 كيلو غرام.

## ترحيب إسلامي عربي
أذهل الصاروخ الشعب الفلسطيني والعالم العربي والإسلامي بفعل قدرته ومداه، لا سيما وأنه صنع في قطاع غزة الذي لا يمتلك أدنى مقومات لصناعة صواريخ بهذه الكفاءة والمدى، وأطلق اسم الصاروخ على أنواع من العطور والأطعمة والمحال التجارية كتخليداً للصاروخ وابتهاجاً بفعل المقاومة الفلسطينية.

## انظر ايضًا
- إم 90
- صاروخ R160
- صاروخ القسام